# Rocquefort
Rocquefort település Franciaországban, Seine-Maritime megyében. Lakosainak száma 322 fő (2022. január 1.). Rocquefort Cliponville, Envronville, Hautot-le-Vatois, Hautot-Saint-Sulpice, Héricourt-en-Caux és Les Hauts-de-Caux községekkel határos.

## Népesség
A település népessége az elmúlt években az alábbi módon változott:
| Lakosok száma | 311  | 307  | 318  | 315  | 319  | 319  | 323  | 326  | 322  |
|               | 2013 | 2015 | 2016 | 2017 | 2018 | 2019 | 2020 | 2021 | 2022 |